# Оприлівські папороті
«Оприлівські папороті» — ботанічна пам'ятка природи місцевого значення в Україні. Пам'ятка природи розташована на території Тернопільського району Тернопільської області, околиця села Опрілівці, схил західної експозиції, дорога в межах Товтрової гряди.
Площа — 1,00 га, статус отриманий у 1994 році.